# 十勝沖地震
十勝沖地震（とかちおきじしん）は、北海道の十勝地方の沖合を震源として起こる地震。過去に数回発生しているため、発生年または元号を付して「○○○○年十勝沖地震」「○○十勝沖地震」と区別されることが多い。

## 概要
北海道十勝沖からロシア連邦のカムチャツカ半島沖にかけて千島海溝が存在しているが、この海溝では太平洋プレートが北アメリカプレートの下に年間数cmの速度で沈み込んでいる。このため両プレートの境界で歪みが発生し、その歪みの開放により発生する逆断層型の海溝型地震である。
想定される十勝沖地震のマグニチュード (M) は8前後、発生間隔は約60 - 80年と見られている。これまで M8クラスの地震が1843年、1952年、2003年と繰り返し発生している。400 - 500年程度の間隔で根室沖地震と連動してきた可能性があり、2003年の十勝沖・1973年の根室沖の次の地震が連動した場合の規模はM8.3程度と推定されている（後述）。なお、1968年の地震は震源域が「三陸沖北部」に分類されるため、この周期に含まれない。
また、十勝沖では17.5年周期でM7前後のひとまわり小さい海溝型地震や27.3年周期で沈み込むプレート内部で発生するM7-8程度のスラブ内地震（深発地震）も発生する。

## 被災史
文書に残る十勝地域の歴史地震は慶長年間の松前藩によるトカチ場所の設置及び、1666年（寛文6年）のビロウ場所の設置以降で、松前藩以前の道東地域に主に居住していたアイヌによる史料は残されていないとの研究があったが、2005年に髙清水康博による津波に関するアイヌの口碑伝説と記録に関する研究によれば、標高5m海岸からの距離15kmまでの地域に津波が襲った可能性のある話が成り立つアイヌ伝説は、鵡川町のムリエトへの丘伝説やウコト゜イの洞窟伝説、白糠町のキラコタン伝説、釧路市トイトウ(海抜10m海岸線3km)の津波伝説など、少なくとも20の口承伝説について成立し、実際の津波被災体験に基づく伝説が継承されていた可能性があった。またそれらの伝説が語られた地域は釧路海岸と日高から胆振海岸および内浦湾沿岸に多いなどの地理的分布上の特徴があった。釧路の津波伝説については、春採湖の地質研究により少なくとも過去9000年間に20層の津波イベント堆積物の報告があり、アイヌの人々が津波を経験していた可能性がある。

## 超巨大地震（17 世紀型）
北海道東部沿岸では、津波堆積物の分布から17世紀に大規模な津波が発生したと推定されている。地震調査研究推進本部はこの津波堆積物や地殻変動から、この津波の波源を千島海溝のプレート境界で発生したMw 9前後の地震と推定し、この地震・津波イベントを「超巨大地震（17 世紀型）」とした。
調査開始初期は、津波堆積物の堆積間隔や地殻変動から活動間隔は300年から600年とされており、2005年には中央防災会議がその平均から「500年間隔地震」と命名し、対策を始めた。しかし、精度の高い年代測定を実施した結果、津波堆積物の堆積間隔は平均500年間隔ではなく、100年から800年程度の非周期的なバラツキがあり、平均発生間隔は400年程度と求められた。
17世紀型地震による津波（痕跡）分布を説明できる断層モデルはMw 8.5または8.6、慶長三陸地震津波と17世紀地震津波が同一であった場合はMw 8.9以上のプレート間地震が想定されている。

### 痕跡の発見
北海道東部沿岸や南千島には、メナシクルと呼ばれるアイヌ民族集団が居住していたが、文字文化を持っていなかったため、この地域の大地震が歴史記録に残るのは和人による支配が進んだ19世紀以降となる。
一方地質調査から、更新世後期に形成された海岸段丘が広く分布しており、10万年スケールでは隆起する傾向にあると推定されている。しかし、平時は年間 1cm 近い速度で沈降しており、これまで歴史記録も含め、地震で隆起した事実はない。むしろ地震時にはわずかに沈降しており、余効変動での若干の隆起を除けば、ずっと沈み続けていることになる。この長期的スケールと短期的スケールの矛盾は超巨大地震による隆起イベントによって解消される可能性が指摘された。その後に行った沿岸の堆積物調査で、後述の17世紀の津波堆積物と17 世紀の指標テフラを含む泥炭層との間に海成の粘土層が挟まれていることを発見し、それらの珪藻分析に基づいて、隆起が地震後数十年かけてゆっくりと生じたことを明らかにした。その隆起量は 1m 程度もしくはそれ以上と推定されている。また同様のイベントが過去約2800年間に少なくとも6回生じていることも明らかになった。
本地域の地殻変動の矛盾は、17世紀の超巨大地震による余効変動で解消されるように見えるが、このタイプの地震の再来間隔が平均 400～500 年と仮定すると、年間 1cm の速度で沈降すれば、累積の沈降量は 4～5m にもなる。したがって 1m 程度の隆起では地震間の沈降分を回復し、更に段丘を高く持ち上げることはできない。そこで超巨大地震のサイクルの中で、余効変動終息後に始まる沈降は、最初はゆっくりで、次の地震が近づいてくると加速していくという考え方で矛盾を説明しようとするモデルも提唱されている。
隆起の痕跡の発見と同時に、津波堆積物の発見も相次いだ。北海道大学の平川一臣らのグループが北海道東部の太平洋沿岸で発見し、1998年に発表した。また、平川は道南の森町の地層で、500年間隔地震によるものとみられる紀元前後以降3層の津波堆積物を発見した。平川は震源域が十勝・根室沖だけでなく、三陸沖北部の青森沖まで達することがあった可能性を指摘した。
2000年2月に釧路市春採湖で行ったボーリング調査では、過去9000年間に20回の津波イベントが記録されていた。
17世紀の津波堆積物は、豊頃町の湧洞沼付近で海岸線から4.4km、浜中町の霧多布湿原で海岸線から3km以上まで分布しており、その他国後島から下北半島沿岸にかけて当イベントと思われる津波堆積物が発見されている。実際の津波は津波堆積物よりも内陸まで遡上したと考えられている。
17世紀初頭に北海道東部で発生した津波と同一の津波堆積物の北限は、北方領土における分布が不明確であるため、南限についても、下北半島や三陸海岸で17世紀初頭の津波堆積物の分布が確認されているものの慶長三陸地震との区別が困難であるため不明確となっている。北海道・東北地方の太平洋沿岸に広く分布する17世紀初頭の津波堆積物のうち、北部日高海岸から内浦湾にかけてのものは、1640年の北海道駒ヶ岳の山体崩壊による津波を起源とする可能性が指摘されている。

### 発生歴
13世紀と17世紀の大規模な津波の痕跡が確認されているが、松前藩の入植より以前の文献記録がないため、暦年の特定までは至っていない。直近の連動は17世紀初頭とされている。なお、直近の活動については1635年とする説、1611年のこれまで慶長三陸地震とされてきた地震がこれに該当するという説がある一方、発見された津波痕跡が十勝沖地震のものではなく従来の推定より規模が大きい慶長三陸地震のものであるとする説がある。

### 次の発生時期
最新活動時期が1611年であるならば、既に400年を経過した状態であるため、モーメントマグニチュード (Mw) 8.5を越える地震がいつ発生してもおかしくない時期が来ていると考える研究者もいる。
北海道東部や北方領土の津波堆積物は非周期的で規模もバラバラであり、津波堆積物同士の対比もよく分かっていない。17世紀型の地震が繰り返し発生するような地震・津波であるのかはよく分かっておらず、津波堆積物の統一的な時空間分布や、過去の巨大地震像の解明が必要とされている。

### 三陸沖北部との連動
1952年十勝沖地震 (Mw 8.1) の際に三陸沖北部で発生した1968年十勝沖地震 (Mw 8.2) の破壊領域の南側での地震活動が活発化していた。従って、十勝沖（1952年十勝沖地震）と三陸沖北部領域（1968年十勝沖地震）が連動して活動をしていた場合、マグニチュード 9 クラスの地震が発生していた可能性があるとする研究がある。

## 前兆現象
地震像（本震および余震の起こり方）が似ている1952年と2003年の地震では、同じ様な前兆現象が発生していた。しかし、前兆現象として発生するとされている『プレスリップ』（前兆滑り）は、2003年の地震では検出できなかった。

### 震源域の静穏化現象
1952年十勝沖地震の7年ほど前から震源域付近では小さな地震の頻度が低下する現象がおきていた。また2003年十勝沖地震の際も1990年以降同様の現象がおきていたことが研究者より指摘されていた。太平洋戦争後からの記録によると、大地震発生の数年から十数年前に微小地震の回数が減る「第2種地震空白域」の形成が確認されており、この間のすべり欠損により、大きなエネルギーが蓄積されていったと考えられている。

### 深発地震との関係
1952年と2003年の地震では M8 クラスの本震の発生に先立って、プレートのもぐり込み先を震源とする深発地震が増加していた。

## 誘発活動
1952年十勝沖地震の際は阿寒湖畔では鳴動を伴う群発地震が活発化し、1955年には雌阿寒岳ポンマチネシリ火口で小規模噴火が生じ1960年代半ばまで噴火活動が継続した。また、2003年十勝沖地震の際は直後に樽前山での火山活動が活発化したほか十勝岳、雌阿寒岳、屈斜路カルデラに至る火山フロントでの群発地震活動が活発化した。

## 主な地震

### 1843年

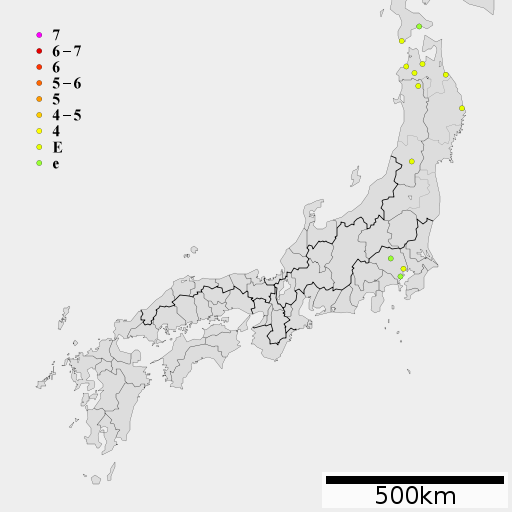
天保十勝沖地震の震度分布

天保十勝沖地震。天保14年3月26日明方（1843年4月25日）。マグニチュードは地震カタログによって異なり、M 7.5 - 8.0、津波マグニチュード (Mt) 8.0。『國泰寺日鑑』、『釧路郡役所報告』などに記録がある。ロシアでは南千島地震としている。釧路から根室にかけて強く揺れ、厚岸で八幡神社が4-5尺ずれ、地割れがあり、江戸でも有感であった。
津波が北海道太平洋側から千島列島に襲来し、厚岸で波高4-5m、番屋やアイヌの家屋が流失し45名の溺死者を記録した。根室や国後島でも溺死者を出した。
この地震による津波の波源域は1894年根室半島沖地震と重なると推定されることから、十勝沖と根室沖の領域が連動して発生したプレート間地震と推定されている。
- 発生日時：1843年（天保15年）4月25日12時頃
- 震源の深さ：20km（推定）
- 地震規模：M8.0
- 震央域：千島海溝
- 種類：海溝型地震
- 最大震度：6
- 死者：43名
- 津波：厚岸で7m程度

### 1915年
1915年3月18日3時46分、十勝沖（千島海溝）でマグニチュード7.0の地震があった。深さ約100kmの深発地震。浦河で震度5。2人が死亡した。震源地の座標は北緯42度12分・東経143度36分。帯広地方で被害があった。
- 発生日時：1915年（大正4年）3月18日3時46分
- 震源の深さ：100km（推定）
- 地震規模：M7.0
- 震央域：千島海溝
- 種類：沈み込むプレート内地震
- 最大震度：5（浦河町）
- 死者：2名

### 1952年

#### 概要
1952年3月、十勝沖でM8.2の地震が発生した。
本震
- 発生：1952年（昭和27年）3月4日10時22分43.5秒
- 震源：北海道襟裳岬東方沖約50km（北緯41度42.3分 東経144度09.0分 / 北緯41.7050度 東経144.1500度）深さ54km
- 地震の規模：M8.2（Mw8.2）
- 震央域：襟裳岬東方沖
- 種類：海溝型地震
- 最大震度：6（池田町・浦幌町）
- 死者：28名
- 津波：厚岸で6.5m

各地の震度
| 震度 | 都道府県              | 観測所                                                                             |
| ---- | --------------------- | ---------------------------------------------------------------------------------- |
| 6    | 北海道 （区内観測所） | 豊頃・池田・大津・浦幌（現・浦幌町）・幕別・音別・厚真                             |
| 5    | 北海道                | 浦河・帯広・本別通報所・釧路                                                       |
| 4    | 北海道                | 札幌（中央区）・函館・森・小樽・岩見沢・富良野通報所・苫小牧・日高門別通報所・根室 |
| 4    | 青森県                | 青森・田名部                                                                       |
| 4    | 岩手県                | 宮古                                                                               |

気象官署で観測された最大震度はV(5)であったが、区内観測所では震度VI(6)を観測した場所が複数見られた。中央気象台の『地震調査』の原簿によれば、区内観測所である大津では「家屋の倒れるもの多し」と、震度VII(7)が報告され、歌笛（現・新ひだか町）・様似でも震度VI(6)が報告されている。
揺れは泥炭地が分布する十勝川河口付近の大津村周辺で大きく被害が集中し、震源に近い広尾では被害が少なかった。

#### 被害
北海道から東北北部で揺れや津波などの被害があり、28人が死亡、5人が行方不明、287人が重軽傷を負った。また、家屋被害は、全壊815棟、半壊1324棟、一部損壊6395棟、流失91棟、浸水328棟、焼失20棟、非住家被害1621棟であった。このほか、船舶被害451隻を出した。
釧路刑務所では外塀が倒壊するなどの被害。
北海道東部の厚岸郡浜中町の中心部霧多布地区では津波により家屋が大多数流出し壊滅した。この時期の流氷及び海氷が津波により押し寄せ、家屋の破壊が拡大した。この地区は8年後の1960年チリ地震津波でも街が壊滅し、死者11名を出す被害を繰り返す事になる。
津波は、厚岸湾が最高で6.5m、青森県八戸市で2mなど。津波警報制度発足後で初めて大津波を伴う地震であったが、発表された警報は東北地方の太平洋沿岸に「ヨワイツナミ」、北海道地方に「ツナミナシ」と過小評価されたものとなった。ただ、前日の3月3日が1933年に起こった昭和三陸地震記念日で警報伝達訓練や避難訓練も多数行われ、防災に役立った。

### 1968年
1968年十勝沖地震と命名されたものの、震源域は三陸沖北部（青森県東方沖）に該当する。

### 2003年

#### 概要
本震
- 発生：2003年（平成15年）9月26日（金）午前4時50分07.4秒（日本時間）
- 震源：北海道襟裳岬東南東沖80km (北緯41度46.7分 東経144度04.7分 / 北緯41.7783度 東経144.0783度)、深さ45km。震源は1952年の巨大地震とほぼ同じ
- 地震の規模：Mj8.0、Mw8.0（気象庁）[49]、Mw8.3（アメリカ地質調査所）[50]
- 震央域：釧路沖
- 最大震度：6弱（静内町・浦河町・鹿追町・幕別町・豊頃町・忠類村・釧路町・厚岸町・新冠町）
- 地震種類：海溝型地震
- 津波：4ｍ00cm（えりも町百人浜）[51]
- 死者：1名（津波による）

気象庁はこの地震を平成15年（2003年）十勝沖地震と命名した。
この地震の震源付近では1952年3月4日にM8.2の十勝沖地震が発生している。そのため、2003年の地震を「平成十勝沖地震」として区別することもある。
各地の震度
| 震度 | 都道府県 | 観測点名 |
| ---- | -------- | --- |
| 6弱  | 北海道   | 新冠町北星町・静内町ときわ・浦河町潮見・鹿追町東町・幕別町本町・豊頃町茂岩本町・忠類村忠類・釧路町別保・厚岸町尾幌                                                                                       |
| 5強  | 北海道   | 厚真町京町・足寄町上螺湾・帯広市東4条・本別町北2丁目・更別村更別・広尾町並木通・弟子屈町美里・釧路市幸町・音別町尺別・別海町常盤                                                                         |
| 5弱  | 北海道   | 新篠津村第47線・栗沢町東本町・南幌町栄町・長沼町中央・栗山町松風・中富良野町市街地・清里町羽衣町・北見市公園町・訓子府町東町・苫小牧市しらかば・上士幌町上士幌・音更町元町・十勝清水町南4条・芽室町東2条 |

防災科学技術研究所が設置した強震観測網によればK-NET広尾(広尾町広尾, 計測震度6.0)とK-NET直別(浦幌町直別, 計測震度6.3)で震度6強相当の揺れを観測した。
またK-NET大樹（十勝大樹町東本通）・K-NET池田（十勝池田町西1条）・K-NET標津（標津町北2条）・K-NET浦幌（浦幌町桜町）・K-NET阿寒（釧路市阿寒町中央）・K-NET本別海（別海町本別海）・K-NET釧路（釧路市黒金町）では震度6弱相当を観測した。しかし、当時はこれらは気象庁の発表地点ではなく、2006年に北海道地方を中心としてK-NETの観測点146ヶ所が気象庁の発表地点に追加された。
地震像
本地震の震度分布は1952年十勝沖地震に非常に類似しており、震源位置もほとんど同じである。発震機構は北西-南東方向に圧縮軸を持つ逆断層型であり、この点も1952年の地震とほとんど同じである。
しかし、津波の高さの分布には違いがみられ、釧路より西側では類似した高さ分布であるものの、釧路より東側から霧多布にかけては1952年の方が2-4倍程度の遡上高を示している。2003年の地震は1952年の地震の震源域の西半分だけが破壊範囲になっていると推定され、これは津波遡上高の分布と調和的である。
最大余震
- 発生：2003年（平成15年）9月26日午前6時08分02秒（日本時間）
- 震源：十勝沖 北緯41度42.5分、東経143度41.4分、深さ21km
- 地震の規模：M7.1

最大余震の各地の震度
| 震度 | 都道府県 | 観測点名                                 |
| ---- | -------- | ---------------------------------------- |
| 6弱  | 北海道   | 浦河町潮見                               |
| 5強  | 北海道   | 新冠町北星町                             |
| 5弱  | 北海道   | 厚真町京町・静内町ときわ                 |
| 5弱  | 青森県   | 野辺地町野辺地・むつ市金曲・東通村砂子又 |

#### 被害

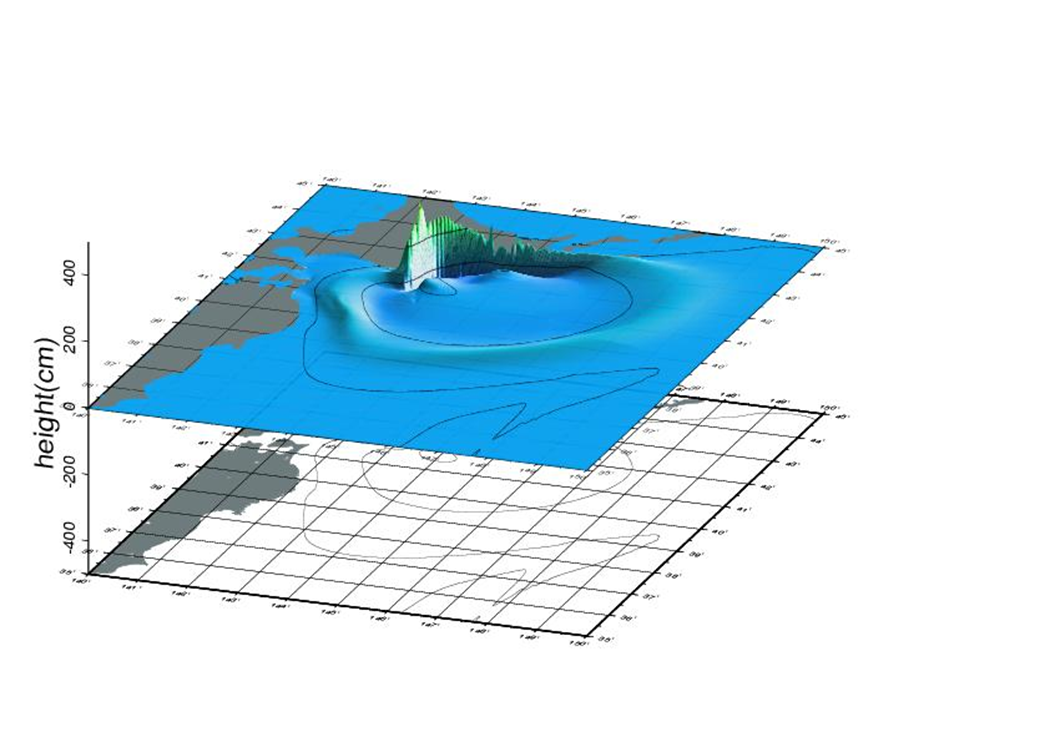
津波の伝播の様子

北海道から東北地方にかけての太平洋沿岸に津波が襲来し、最高で2m55cm（北海道豊頃町・大津で記録）に達した。十勝川などでは津波が川を10km以上も逆流する現象も発生した。
豊頃町では十勝川河口でサケ釣りをしていた釣り人の男性2人が津波にさらわれ行方不明となり、うち1人の遺体が2005年4月に発見された。この2人の他にこの地震による犠牲者はいなかった。北海道を中心に負傷者849人、住宅の全壊116棟、半壊368棟、一部破損1,580棟、床下浸水9棟の被害が出た。
なお、地震発生前日の朝から釣りに行ったまま28日夜になっても帰宅しなかった帯広市の男性についても捜索対象となったが、後に無事帰宅していたことが判明した。男性は29日に自分が捜索の対象になっていることをラジオで知り、出かけていた知床半島から同日20時半ごろに帰宅したという。
この地震を受け、政府は官邸内に対策室を設置し、北海道庁は緊急消防援助隊及び陸上自衛隊第5師団に災害派遣を要請するなどして対応した。
北海道東部の各都市を結ぶ鉄道・道路・橋が各地で多数破損したため、一時道東地方の交通網は全面的に麻痺し、主要道路の通行止め解除には数日、完全な復旧には数か月を要した。また町村道のような末端の生活道路の補修には数年を要した。
鉄道では、北海道旅客鉄道（JR北海道）根室本線直別駅構内を走行中の札幌発釧路行き特急「まりも」（8両編成）の2両目が脱線し、乗客39人のうち1人が軽傷を負った。同線では路盤・橋梁・信号施設、駅舎なども破損などの被害が生じ、ダイヤが正常に戻ったのは翌月8日に入ってからであった。
港湾施設の被害も大きく、釧路港などでは液状化現象が多数発生した。釧路空港は管制塔の天井部分が壊れるなどして管制業務ができなくなったため閉鎖された。ライフラインでは、厚真町の苫東厚真火力発電所4号機（出力70万 kW）が地震により自動停止して発電や送電設備に影響が生じ、日高・十勝地方を中心に、釧路市と周辺6町の約2万4,300世帯などが停電した。
苫小牧市にある出光興産北海道製油所では、地震直後及び2日後に石油タンクの火災があった。最初の火災は、苫小牧市周辺の堆積平野で増幅された長周期地震動の周期と石油タンクの固有周期が一致し、石油タンクの内容物が共振するスロッシングと呼ばれる現象が発生、「浮き屋根」と呼ばれるタンクの浮き蓋の上に溢れ出した重油やナフサが、浮き蓋と側壁の接触との摩擦で発生した火花に触れて引火することによって引き起こされた、浮き屋根の縁部分にリング状に火が上がるリング火災であった。2日後の火災は、やはりスロッシングにより浮き屋根が損傷沈下していた屋根上にナフサが全面滞留、ナフサ表面を泡で覆う準備をしている間に何らかの原因で引火したことで起こった全面火災であった。地震後、このような巨大地震によってもたらされる長周期地震動による大規模構造物の被害が注目されるようになった。

#### 海底地震計による観測
1952年地震の余震域の最近の地震を観測するため、2002年7月20日から2002年9月20日および2003年8月7日から2003年9月21日まで自己浮上式の海底地震計による観測が行われていた。また、本震発生の4日後の2003年10月1日から2003年11月20日にも大学、気象庁、海洋研究開発機構らの共同調査班による観測が行われた。震源域に直接設置された海底地震計により、震源から離れた陸上観測点のデータを利用した気象庁一元化データには現れていない微小地震も多く観測された。しかし、柔らかな海底の堆積層上に置かれた地震計であるためマグニチュードの決定精度には欠ける。一方、直前に微小な群発地震が発生するなど約1カ月前から前兆的な微小破壊を暗示させるデータが得られた。
また、本震の直前のグーテンベルグ・リヒターの式、
{\displaystyle \log _{10}n=a-bM}
の係数b値の最尤推定値は0.82であり、一般の地震に比較して小さい値であった（なお、一般の地震の場合のb値は0.6から1.1の範囲にあり、多くの場合1.0に近い）。つまり、震源域全体の地震活動は比較的静穏であった。

#### その他
本地震の約半年前の2003年3月14日に、地震調査委員会が千島海溝沿いの地震活動の長期評価を発表しており、十勝沖ではM8.1程度の海溝型地震が今後30年間に60%程度の確率で発生すると評価されていた。

### 2008年

#### 概要
本震
- 発生：2008年9月11日9時20分51秒（日本時間）
- 場所：北海道襟裳岬 南東沖110km（北緯41度46.56分、東経144度9.06分）
- 地震の規模：M7.1

2003年の地震の震源の近傍で発生した地震で、西北西－東南東方向に圧力軸を持つ逆断層型。2003年の地震で余震があまり発生していなかった場所が今回の震源となった。
各地の震度
| 震度 | 都道府県 | 観測点名                                                                               |
| ---- | -------- | -------------------------------------------------------------------------------------- |
| 5弱  | 北海道   | 新冠町北星町・新ひだか町静内山手町・新ひだか町静内御幸町・浦幌町桜町・十勝大樹町東本通 |